# Conselho Nacional de Secretários de Saúde
O Conselho Nacional de Secretários de Saúde (CONASS) é uma entidade sem fins lucrativos formada pelos secretários estaduais de saúde de todas as unidades federativas do Brasil. Foi criado em 3 de fevereiro de 1982, com expressiva liderança de Adib Jatene, então secretário do estado de São Paulo, com o objetivo de fortalecer e dar representatividade aos órgãos. O Conselho teve participação ativa nas discussões que levaram à criação do Sistema Único de Saúde. O CONASS foi designado membro da Comissão Intergestores Tripartite, a partir de sua criação, em 1991, firmando-se como representante legal da gestão estadual de saúde nesta instância. Em 2011, através da Lei Nº 12.466 de 24 agosto, foi oficialmente reconhecido como entidade representativa dos entes estaduais.